# Sheila Sri Prakash
Sheila Sri Prakash, née le 6 juillet 1955, à Bhopal, en Inde est une architecte et urbaniste indienne,.
Elle est la fondatrice de Shilpa Architects Planners Designers et la première femme en Inde à avoir créé et exploité son propre cabinet d'architecture.

## Biographie

### Jeunesse et carrière artistique
Enfant, Sheila Sri Prakash se forme à la danse classique indienne, à la musique et aux arts. Elle commence à apprendre le Bharata natyam à l'âge de quatre ans et donne son premier spectacle d'Arangetram sur scène. Elle démontre un réel talent en tant que danseuse Bharata natyam et Kuchipudi et joue également de l'instrument de musique Vînâ. Sur une période de près de deux décennies en tant qu’artiste de la scène elle donne des spectacles en tant que danseuse de Bharata natyam et de Kuchipudi.
Sa famille déménage à Chennai pour lui donner plus de possibilités dans les arts classiques et pour être formée à Bharata natyam par Sri Dandayudha Pani Pillai. Elle étudie aussi avec le Dr Vempati Chinna Satyam.
En tant que musicienne de Vînâ, elle joue, compose et enregistré Radha Madhavam et Sivaleela Vilasam avec le musicien Chitti Babu,,.

### Études
Sheila Sri Prakash fréquente aussi l'école du Rosary Matriculation School et obtient un diplôme pré-universitaire du Stella Maris College de Chennai. Elle s'inscrit au bachelor en architecture de l'école d'architecture et de planification de l'université Anna, en 1973, à une époque où il existe un fort parti pris contre les femmes qui entrent dans le domaine. Elle suit aussi le programme de formation à la Harvard Graduate School of Design.

### Architecture

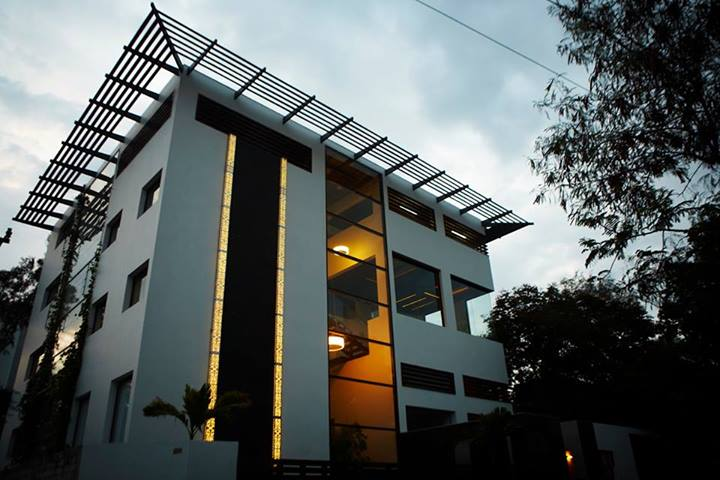
Un immeuble classé IGBC LEED Platinum conçu par Sheila Sri Prakash et Pavitra Sri Prakash

Sheila Sri Prakash est considérée comme l'une des principales architectes indiennes et compte parmi les architectes femmes les plus influentes du monde. Elle a conçu et réalisé plus de 1200 projets architecturaux, beaucoup sont connus pour leur utilisation des arts et du patrimoine locaux comme source d’inspiration,.
Sheila Sri Prakash est connue pour ses théories architecturales sur la réciprocité en design. Ses travaux vont de la maison low-cost Reciprocal House pour les personnes défavorisées socio-économiquement, qu'elle avait conçue à l'invitation de la Banque mondiale en 1987,, au premier immeuble commercial écoénergétique (elle est d'ailleurs membre fondatrice de Green Building Council Inde) en passant par des bungalows personnalisés, pavillons résidentiels, installations industrielles, musées d'art, stades sportifs, écoles, infrastructures publiques et hôtels de luxe,.
Son travail en spatiologie, examine l'impact du bâti sur le comportement humain, par le biais de la conception, de l'architecture, d'urbanisme et de la sociologie,.
Plusieurs de ses créations architecturales sont visibles au Mahindra World City, à Chennai, à la Madras Art House,, à la Kuchipudi Art Academy de Chennai, à la gare de Paranur et aux centres urbains financés par la Banque mondiale. Sheila Sri Prakash combine les principes du Bharata natyam, de la musique classique indienne, de la sculpture et de l'architecture dans des projets primés,.
En 1993, elle conçoit une maison à Chennai avec des matériaux recyclés et met au point un système de récupération de l'eau de pluie. Ce système a été rendu obligatoire par l’État du Tamil Nadu en 2003, grâce à un plan précis désignant la solution la plus efficace et la moins coûteuse pour faire face à la crise d'épuisement des sources d'eau douce en Inde.
Elle a introduit des techniques vernaculaires et culturellement pertinentes dans les conceptions contemporaines.

#### Forum économique mondial
En 2011, en reconnaissance de ses œuvres d'architecture emblématiques, elle est devenue la première architecte indienne dans une équipe de 16 experts internationaux en design et innovation à siéger au Conseil du programme mondial pour l'innovation en design du Forum économique mondial.
Dans ce cadre, elle développe le Reciprocal Design Index qui détaille tous les paramètres relatifs à la conception durable,.

#### Réciprocité Vague & Festival
Sheila Sri Prakash est fondatrice de Reciprocity Wave Movement, un concours d'art et de design visant à sensibiliser à la durabilité des matériaux. La seconde édition est organisée à Chennai en partenariat avec l'équipe de cricket les Chennai Super Kings de l'Indian Premier League,.

#### Implication dans Zonta
Sheila Sri Prakash est connue pour ses contributions en tant que membre active de Zonta International, une organisation qui vise à améliorer le statut des femmes dans le monde. Elle occupe le poste de directrice de secteur de Zonta International pour son district et a participé à des événements internationaux.

#### Projets récents
Shilpa Architects, Planners and Designers ont récemment travaillé sur plusieurs projets, notamment un immeuble de bureaux classé LEED Platine en tant que siège de leur propre bureau d’études. Parmi les autres projets, citons le centre d’exposition HITEX à Hyderabad et le canton de South City de Larsen & Toubro, qui compte environ 4 000 appartements. Mahindra World City, la future station balnéaire 5 étoiles de Taj, près de Pondichéry.abrite un autre projet d’habitation à grande échelle. Mais aussi un immeuble de bureaux de la banque HDFC, ainsi que le siège régional de la State Bank of India.
Son portefeuille de projets en cours comprend l'architecture industrielle. Elle a conçu une usine à grande échelle et un entrepôt pour OBO Bettermann en Inde et réalise actuellement une usine pour le fabricant de matériel à la pointe de la technologie, Flextronics.

### Carrière université
Sheila Sri Prakash participe régulièrement à des jurys lors de charrettes des étudiants en architecture dans des universités du monde entier.
Elle a été chercheuse invitée à la Ball State University en 2002 et est actuellement professeure invitée à l'Université de Hanovre en Allemagne.
Elle a également membre du conseil d'études de l' école d'architecture et de planification de l'Université Anna pour un mandat de trois ans. Le conseil d’études influe sur le programme, les nominations clés des membres du corps professoral et des universités et les principales initiatives de l’institution.

### Honneurs et récompenses
- Prix d'excellence décerné par les constructeurs, les architectes et les matériaux de construction (BAM) en collaboration avec la Confederation of Indian Industry[50],[51]
- Prix Bene Merenti de l'Université d'Ion Mincu en 2017[52]
- Prix d'architecte de l'Institut indien des architectes (octobre 2015)[53]
- Le top 100 des architectes les plus influents au monde par Il Giornale dell'Architettura (it)[54],[55]
- 50 noms les plus influents en architecture et design en 2015 par Architectural Digest et classés dans la catégorie des "réinventeurs" pour avoir "construit un formidable héritage" et une "pratique inspirante qui conçoit des sociétés et pas seulement des bâtiments ou des villes"[56],[57].